# Rustam Latifsoda
Rustam Latifsoda (russisch Рустам Латифзода, * 27. November 1960 in der Provinz Chatlon, Tadschikische Sozialistische Sowjetrepublik) ist ein tadschikischer Politiker und Vorsitzender der Agrarpartei Tadschikistans.

## Karriere
Latifsoda wurde im Jahr 1960 in der heutigen Provinz Chatlon im Südwesten Tadschikistans geboren. Er studierte an der Agraruniversität in Duschanbe und machte einen Abschluss im Bereich Wassertechnik, zudem graduierte er nach einem Studium an der Staatlichen Universität Sankt Petersburg im Bereich Ökologie. Von 1984 bis 1999 arbeitete Latifsoda als Ingenieur im Bauwesen in Tadschikistan, parallel war er als Berater für das Ministerium für Naturschutz in Tadschikistan und in verschiedenen Ämtern in den Bereichen Agrarindustrie und Katastrophenschutz tätig. Im Jahr 2001 wechselte er als stellvertretender Minister für Naturschutz endgültig von der Wirtschaft in die Politik. Von 2004 bis 2009 war er in unterschiedlichen Positionen für Natur-, Wald- und Gewässerschutz verantwortlich, wobei er unter anderem das Amt für Wasserressourcen, Wissenschaft und Technologie im Ministerium für Landgewinnung und Wasserressourcen leitete.
Bei der Parlamentswahl in Tadschikistan 2010 kandidierte Latifsoda für die tadschikische Agrarpartei, die mit einem Ergebnis von 5,11 % erstmals die Sperrklausel von 5 % der abgegebenen Stimmen überwinden konnte. Im neu gebildeten Parlament war Latifsoda Teil der zweiköpfigen Fraktion der Agrarpartei und leitete den Umweltausschuss des Parlaments. Im Jahr 2013 gab er sein Abgeordnetenmandat auf und wurde Vorsitzender des Nohijas Vose in der Provinz Chatlon. Dieses Amt hatte er bis ins Jahr 2014 inne, daraufhin kandidierte er bei der Parlamentswahl 2015 als Parteivorsitzender erneut für die Agrarpartei und zog als Teil der nun aus fünf Abgeordneten bestehenden Fraktion in das tadschikische Parlament ein.
Bei der Präsidentschaftswahl in Tadschikistan 2020 war Latifsoda einer der vier registrierten Gegenkandidaten zum langjährigen Präsidenten Emomalij Rahmon, wobei keiner der Gegenkandidaten eine ernsthafte Gefahr für die Wiederwahl Rahmons darstellte. Oppositionelle Kandidaten wurden nicht zu der Wahl registriert, die registrierten Gegenkandidaten galten allesamt als weitestgehend loyal gegenüber dem amtierenden Präsidenten. Inhaltliche Forderungen im Wahlkampf von Rustam Latifsoda waren die Lösung andauernder Grenzkonflikte, insbesondere des kirgisisch-tadschikischen Grenzkonflikts, durch Umsiedlungen, der Beitritt Tadschikistans zur Eurasischen Wirtschaftsunion, die Legalisierung der Vielehe und die Förderung der Landwirtschaft durch Steuersenkungen und staatliche Investitionen. Rahmon wurde bei der Präsidentschaftswahl erwartungsgemäß dem offiziellen Ergebnis zufolge mit mehr als 90 % der abgegebenen Stimmen wiedergewählt, Latifsoda vereinte 3,03 % der abgegebenen Stimmen auf sich und belegte damit den zweiten Platz bei der Präsidentschaftswahl.